# Miquel Ducas
Miquel Ducas（en llatí Michael Ducas, en grec Μιχαὴλ ό Δοῦκας), fou un historiador romà d'Orient, net d'un altre Miquel Ducas i descendent de la família imperial dels Ducas. Va viure al segle xv i probablement va exercir algun càrrec a la cort sota Constantí XI Paleòleg el darrer emperador.
El 1453, després de la conquesta de Constantinoble pels otomans sota el comandament de Mehmet II, va fugir a Lesbos on governava Dorino I Gattiluso, que el va enviar a diverses missions diplomàtiques, feina que va mantenir sota Domenico I Gattiluso, successor de Dorino el 1455. El 1455 i 1456 va portar el tribut de Lesbos a Adrianòpolis i també va acompanyar a Domenico a Constantinoble per retre homenatge al soldà Mehmet II. Gràcies a la prudència de Dorino i Domenico i a l'habilitat de Miquel Ducas, Lesbos va viure un temps en una pau tranquil·la.
Enderrocat Domenico en un cop d'estat pel seu germà Nicolo II Gattiluso el 1458, el soldà otomà va decidir posar fi al principat i Lesbos fou ocupada el 1462 i incorporada a l'Imperi Otomà. Després d'això el rastre de Miguel Ducas, que se sap que va sobreviure, es perd.
El poc que se sap de Miquel Ducas es dedueix del llibre que va deixar. Va escriure una Història que comença amb la mort de Joan V Paleòleg (1391) i arriba fins a la conquesta de Lesbos, en 45 capítols molt extensos. El primer capítol, molt curt, comença amb la creació d'Adam i arriba fins a Joan Paleòleg, i sembla escrit per una altra mà, potser d'un monjo. L'obra finalitza amb uns fets molt detallats de la conquesta de Lesbos i s'interromp bruscament.
L'estil d'escriptura és molt dolent amb un grec bàrbar i amb moltes paraules emprades del turc i d'altres llengües. És el de més difícil lectura entre els historiadors grecs i sembla que els antics no el consideraven gaire, però els fets que relata són fidels i imparcials, i els defectes són només de llenguatge i estil. Miquel Ducas, Calcocòndiles, i Franza són les principals fonts per aquest període final de l'Imperi Romà d'Orient.